# عبد الملك بن قطن الفهري
عبد الملك بن قطن والي الأندلس لمرتين، الأولى بعد مقتل عبد الرحمن الغافقي في معركة البلاط عام 114 هـ، ثم عزله عبيد الله بن الحبحاب عام 116 هـ، وولى مكانه عقبة بن الحجاج السلولي, إلى أن توفي عقبة في عام 123 هـ، فتولى عبد الملك مرة ثانية. وفي تلك الولاية، ثارت عليه البربر وصعُب عليه مقاومتهم، فاستعان بفلّ جند الشام المحاصرين في المغرب، لمقاومة ثورة بربر الأندلس. ثم انقلبوا عليه وقتلوه بعد أن هزموا البربر.

## نسبه وشبابه
هناك خلاف على نسبه، فقد ذكر الحميدي أنه عبد الملك بن قطن بن عصمة بن أنيس بن عبد الله بن جحوان بن عمرو بن حبيب بن عمرو بن شيبان بن محارب الفهري، وقد وافقه في ذلك الضبي، فيما ذكر ابن عذاري أنه عبد الملك بن قطن بن نفيل بن عبد الله الفهري. وقال ابن حزم في الجمهرة أنه عبد الملك بن قطن بن نهشل بن عمرو بن عبد الله بن وهب بن سعد بن عمرو بن حبيب بن عمرو بن شيبان بن محارب الفهري. وقد شهد عبد الملك في شبابه وقعة الحرة مع أهل المدينة، ونجا فيمن نجا من جيش مسلم بن عقبة، وفر إلى أفريقية.

## ولايته الأولى
تولى عبد الملك الأندلس لأول مرة بعد مقتل عبد الرحمن بن عبد الله الغافقي والي الأندلس في شعبان 114 هـ، في البلاط. في ولايته تلك، ثارت الولايات الشمالية، فسار في عام 115 هـ، إلى أراغون وأخضع الثوار ثم عبر البرنيه إلى بسكونية فأثخن فيها. كما حاول التوغل في أقطانية، إلا أن مقاومة جيش الدوق أودو أجبرته على التراجع وسط هجمات من سكان الجبال البشكنس، مما كلفه خسائر كبيرة.
وقد نقل المؤرخ حسين مؤنس عن تأريخ عام 754، أن ولايته تلك شهدت انحيازه إلى العرب اليمانية على حساب العرب القيسية. وظل في ولايته تلك إلى أن عزله عبيد الله بن الحبحاب والي مصر وأفريقية في شوال 116 هـ، وولى مكانه عقبة بن الحجاج السلولي. لم يرق لعبد الملك ذلك، وحاول معارضة عقبة وإحداث بعض الشغب، فسجنه عقبة.

## ولايته الثانية
اختلف المؤرخون حول الكيفية التي تولى بها عبد الملك الأندلس في المرة الثانية. فقد ذكر صاحب أخبار مجموعة في فتح الأندلس أن عبد الملك بن قطن خلع عقبة بن الحجاج السلولي، فيما ذكر ابن الأبار القضاعي أن عبيد الله بن الحبحاب أقر عبد الملك على ولاية الأندلس بعد وفاة عقبة بن الحجاج وانفرد ابن عذاري بقوله بأن عقبة استخلف عبد الملك على الأندلس عندما حضرته الوفاة، بضغط من اليمانية بعد أن ضعفت شوكة عقبة في نهاية ولايته.
تزامنت ولاية عبد الملك الثانية على الأندلس مع ثورة قام بها البربر في المغرب بقيادة ميسرة المطغري على ولاة الدولة الأموية، فأرسل لهم الخليفة هشام بن عبد الملك جيشًا من جند الشام بقيادة كلثوم بن عياض القشيري. إلا أن هذا الجيش انهزم أمام البربر، الذين طاردوا فلّ الجيش حتى لاذوا بسبتة، وحاصروهم فيها. ولما طال الحصار بالجيش، حتى أكلوا دوابهم، استأذن بلج بن بشر القشيري قائد المحاصرين من ذلك الجيش عبد الملك بن قطن بالعبور إلى الأندلس بمن بقي من الجيش، فلم يأذن لهم عبد الملك خوفًا على سلطانه، إلا بعدما تهددته ثورة البربر في الشمال. فأرسل لهم السفن تُقلّهم إلى الأندلس على أن يقدموا الرهائن، ويتعهد عبد الملك بنقلهم بعد ذلك إلى أفريقية مجتمعين. وتحالفوا على قتال البربر، فسار جند الشام بمعيّة أمية وقطن ابنا عبد الملك بن قطن، والتقوا جيش البربر في وادي سليط قرب طليطلة، وهزموهم. ثم أن عبد الملك طالبهم بالمغادرة إلى أفريقية، فوافقوه. إلا أنه ماطلهم في توفير السفن التي تحملهم إلى أفريقية، فأوجسوا منه خيفة، وثاروا عليه وخلعوه وبايعوا بلج بن بشر أميرًا على الأندلس، ثم أنهم صلبوا عبد الملك يومئذ وهو شيخ جاوز التسعين، وصلبوا معه خنزير عن يمينه وكلبًا عن يساره.